# Rytigynia canthioides
Rytigynia canthioides là một loài thực vật có hoa trong họ Thiến thảo. Loài này được (Benth.) Robyns miêu tả khoa học đầu tiên năm 1928.